# Setra S 315 GT-HD
De Setra S 315 GT-HD is een touringcarmodel, geproduceerd door de Duitse busfabrikant Setra. Dit model bus is in 1996 geïntroduceerd en in 2003 uit productie gegaan en vervangen door de Setra S 415 GT-HD.

## Inzet
Dit type bus wordt veelal ingezet bij touringcarbedrijven voor toerisme. In Nederland werd de bus ingezet door Taxi Centrale Renesse voor enkele Qliner lijen in de regio Waterland.
| Bedrijf               | Serie     | Aantal    | Inzet                         | Opmerking       |
| Nederland             | Nederland | Nederland | Nederland                     | Nederland       |
| --------------------- | --------- | --------- | ----------------------------- | --------------- |
| Arriva Touring        | 196-199   | 4         | Tourvervoer                   |                 |
| Arriva Touring        | 460       | 1         | Tourvervoer                   |                 |
| BAB-VIOS              | 112       | 1         |                               | Uit dienst      |
| Drenthe Tours         | 67-68     | 2         | Tourvervoer                   |                 |
| Klooster Reizen       | 60-63     | 4         | Tourvervoer                   |                 |
| Smit Reizen           | 1         | 1         | Tourvervoer                   |                 |
| Smit Reizen           | 5         | 1         | Tourvervoer                   |                 |
| Taxi Centrale Renesse |           | 3         | Qliner lijnen regio Waterland | Gehuurde bussen |

## Verwante bustypen

### ComfortClass
- S 315 GT - 12 meteruitvoering (2 assen)
- S 317 GT-HD - 14 meter verhoogde uitvoering (3 assen)
- S 319 GT-HD - 15 meter verhoogde uitvoering (3 assen)

### TopClass
- S 309 HD - 9 meteruitvoer (2 assen)
- S 312 HD - 10 meteruitvoer (2 assen)
- S 315 HD - 12 meteruitvoer (2 assen)
- S 315 HDH - 12 meter verhoogde uitvoering (2 assen)
- S 315 HDH-3 - 12 meter verhoogde uitvoering (3 assen)
- S 316 HDS - 13 meter verhoogde uitvoering (3 assen, dubbeldeks)
- S 317 HDH-3 - 14 meter verhoogde uitvoering (3 assen)